# Cethegus colemani
Espèce
Cethegus colemani est une espèce d'araignées mygalomorphes de la famille des Euagridae.

## Distribution
Cette espèce est endémique du Queensland en Australie. Elle se rencontre vers Mareeba et Cairns.

## Description
La carapace du mâle holotype mesure 7,00 mm de long sur 6,25 mm et l'abdomen 7,20 mm de long sur 4,80 mm et la carapace de la femelle paratype mesure 8,50 mm de long sur 7,25 mm.

## Étymologie
Cette espèce est nommée en l'honneur de Clyde Coleman.

## Publication originale
- Raven, 1984 : Systematics of the Australian curtain-web spiders (Ischnothelinae: Dipluridae: Chelicerata). Australian Journal of Zoology Supplementary Series, no 93, p. 1-102.